# Ланге, Фредерик
Фредерик Ланге (дат. Frederik Lange; 31 июля 1871, Фредериксберг — 30 июня 1941, Скаген, Йёрринг) — датский художник-портретист. Писал также прибрежные пейзажи и натюрморты.

## Жизнь и творчество
Родился в семье специалиста по истории искусств Юлиуса Генрика Ланге и его супруги Луизы Аагаард. Мальчик уже в детстве проявил способности к живописи. В 1893 году он поступает в Датскую королевскую академию искусств, где занимается до 1896 года. Позднее продолжает обучение в Свободном художественном колледже (Kunstnernes Frie Studieskoler), в классе П. С. Кройера.
Как художник Фредерик Ланге в первую очередь известен как выдающийся портретист, однако он писал также пейзажи и натюрморты, в присущей ему натуралистической манере. Как пейзажист Ланге начинал свой творческий путь, пейзажи же у него преимущественно относятся к более позднему периоду, после его переезда в Скаген, то есть после 1924 года. В Скагене ещё ранее, до его приезда, образовалась колония живописцев, к которой Ланге примкнул. Болотистая местность Скагена, пролив Малый Бельт предоставляли ему достаточно материала для полотен. Здесь же, на болотах, художник охотился, иногда сопровождая датского короля Кристиана Х. Однако после нервного срыва, который с ним произошёл в 1931 году, Ланге ограничивает своё общение с окружающими. Его поздние работы изображают песчаные дюны побережья, в лучах вечернего заката.

## Награды
Фредерик Ланге был удостоен медали Экерсберг в 1907 и в 1910 годах.

## Галерея

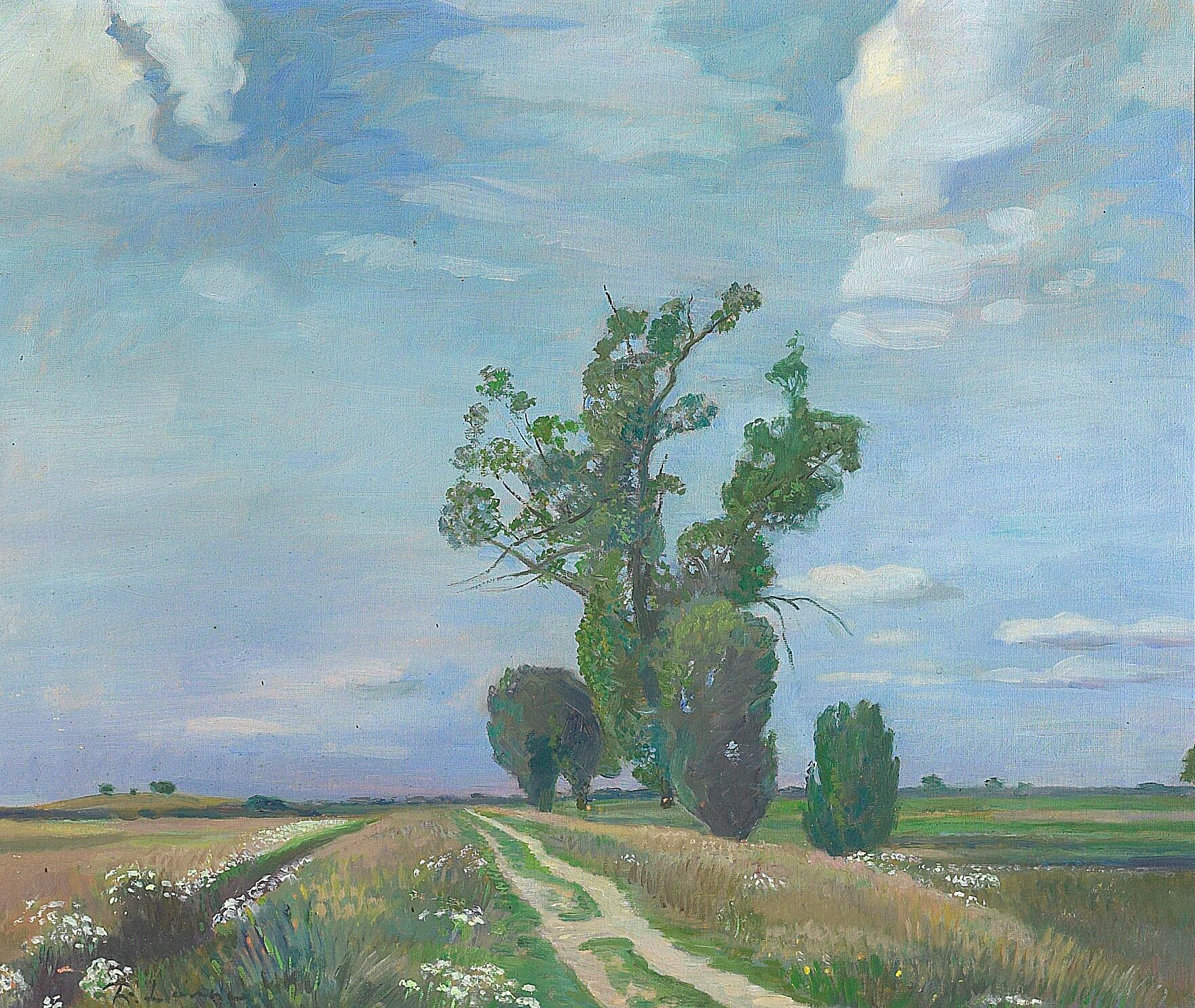
Дорога в Скагене(1932)
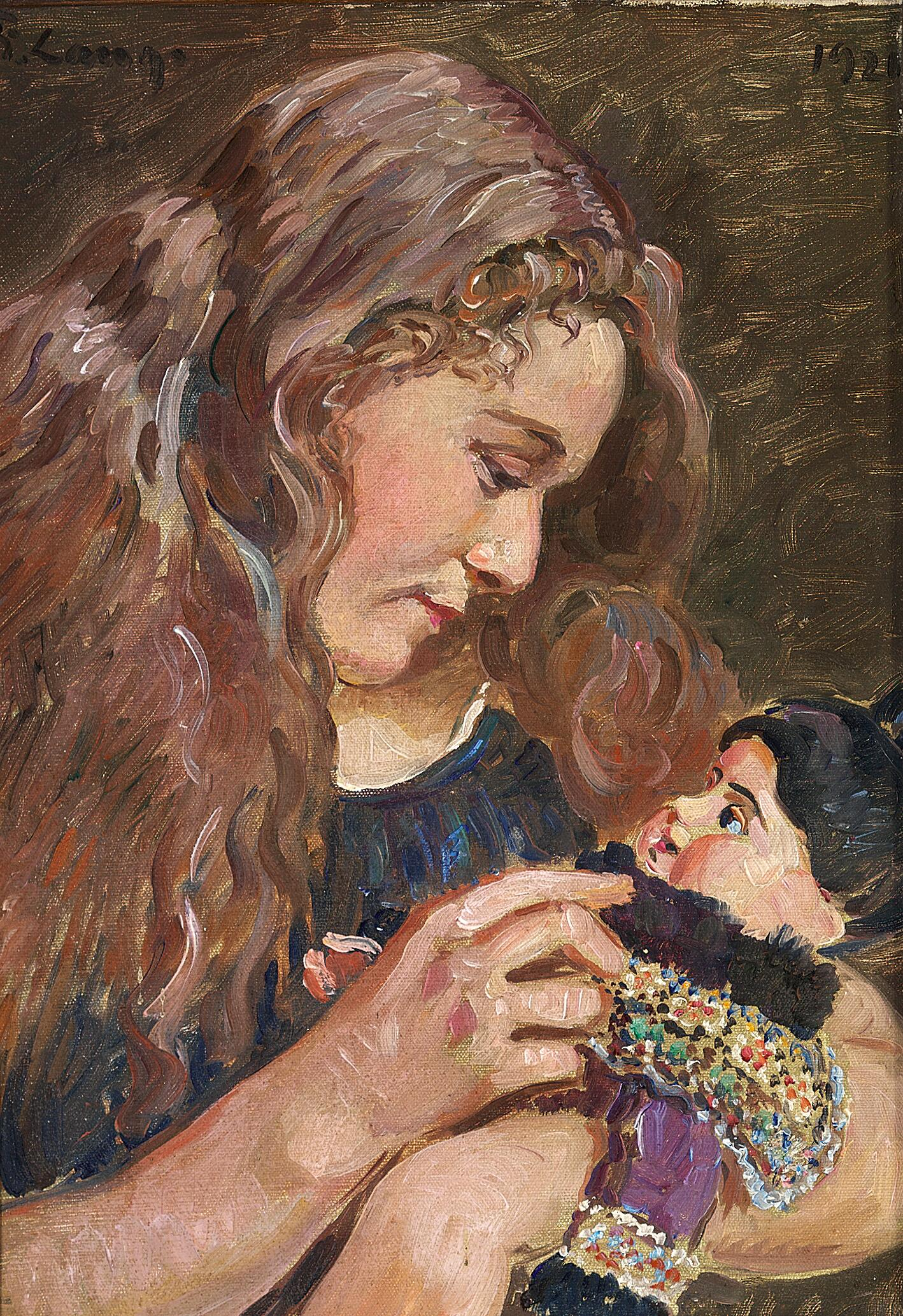
Девушка с ребёнком-эскимосом (1921)
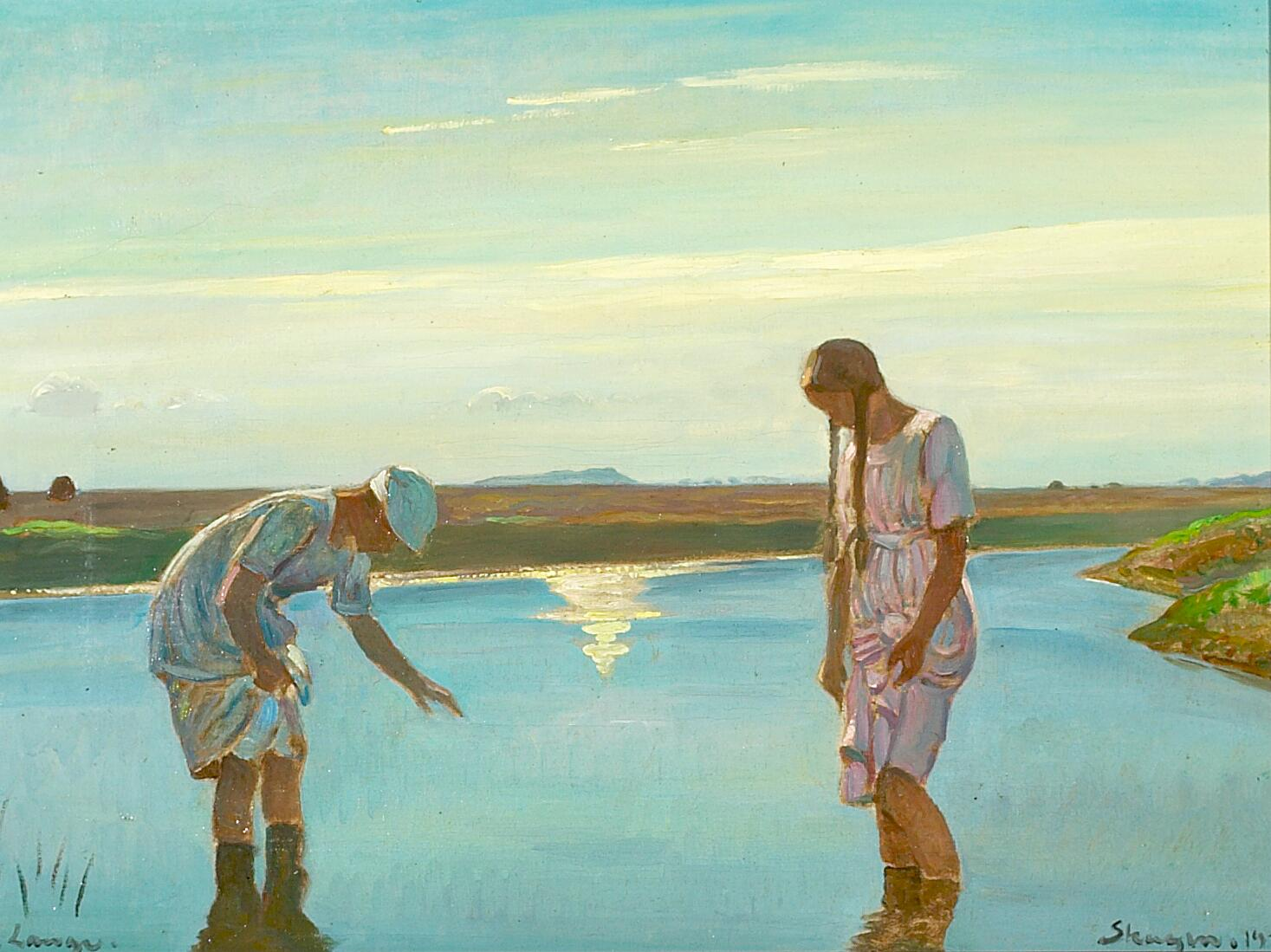
Две девушки в тёплый летний день (1920)
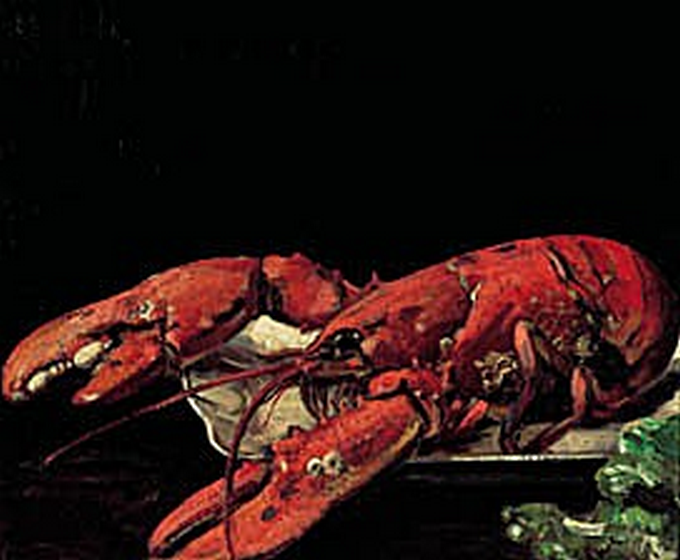
Красный омар на белом блюде (1914)
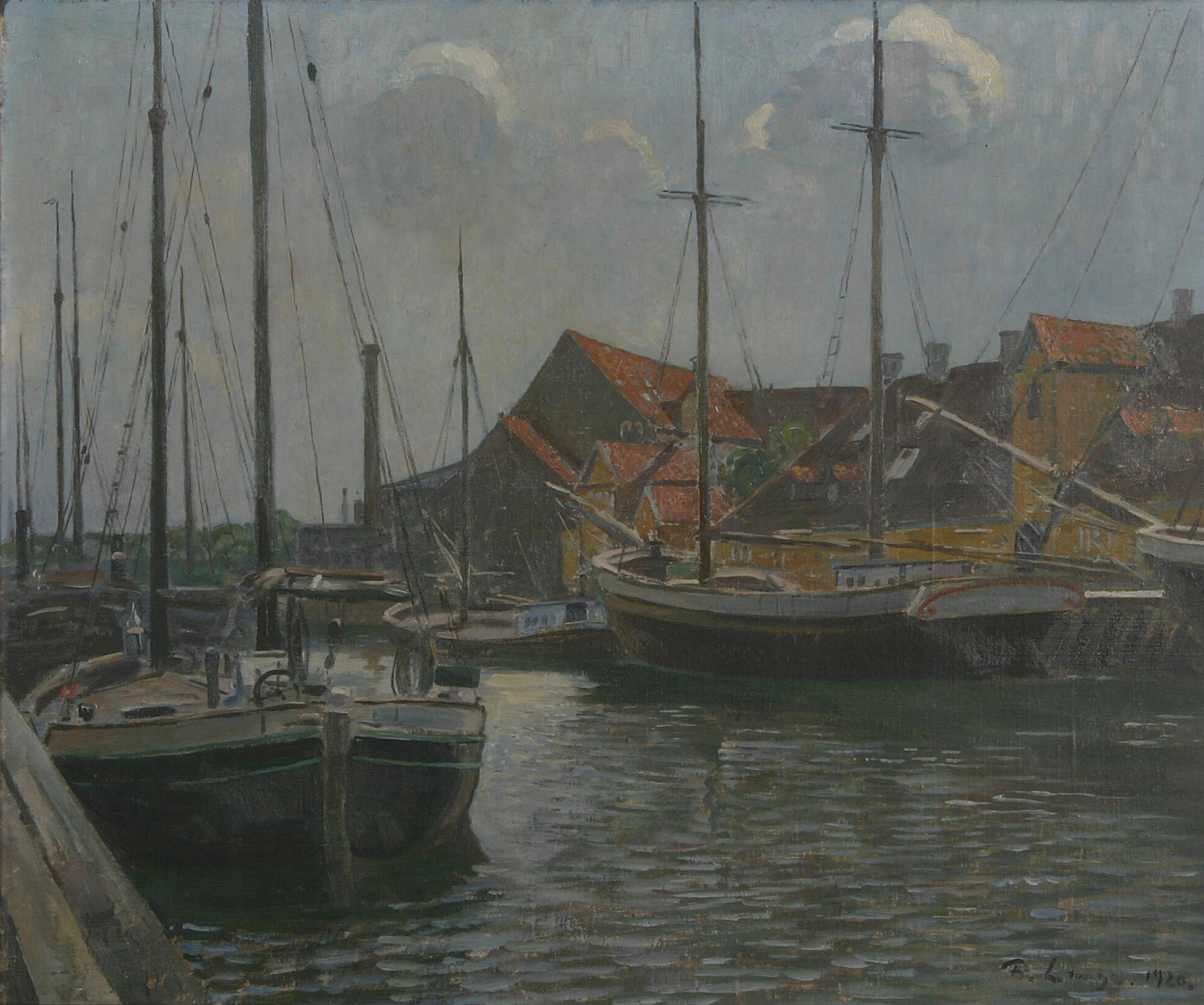
В гавани (1920)